# Hatice Akbaş
Hatice Akbaş (født 2002) er en tyrkisk bokser.
Hun repræsenterede Tyrkiet ved sommer-OL i Paris i 2024 , hvor hun vandt sølv i bantamvægtskategorien.